# Andrena hungarica
Andrena hungarica là một loài Hymenoptera trong họ Andrenidae. Loài này được Friese mô tả khoa học năm 1887.